# ژیلسون نونز
ژیلسون نونز (پرتغالی: Gílson Nunes؛ زادهٔ ۱۲ ژوئن ۱۹۴۶) بازیکن سابق و مربی فوتبال اهل برزیل است.
از باشگاه‌هایی که در آن بازی کرده‌است می‌توان به باشگاه فوتبال فلومیننزه و باشگاه ورزشی واسکو دوگاما اشاره کرد.